# 龙门第牌坊
龙门第牌坊，位于中国广东省梅州市五华县大坝镇七都围，为五华县文物保护单位，类型为古建筑。建于清代，二柱单间二楼式结构，通高6.5米，通宽3.5米，花岗岩石料构筑。
亦有称明代洪武二十八年（1395年）始建。